# 社會工作
社会工作是一种以实践为基础的职业，是一门学科，旨在促进社会变革与发展，社会凝聚力以及人们的权能和解放。 社会正义，人权，集体责任和尊重多样性的原则对于社会工作至关重要。 以社会工作，社会科学，人文和原住民知识，社会工作理论为基础 吸引人们和结构来应对生活挑战并提高福祉。
社會工作的工作方法可粗分為直接服務與間接服務，直接工作係社會工作者直接對服务对象（client, 或翻译为“案主”）提供服務時使用的工作方法，間接工作則相對地指社會工作者不直接面對服务对象（案主），而以間接的方式提供服務。直接服務又可細分為個案工作、團體工作、社區工作。間接服務的層面較廣，包括社會工作研究、社會工作行政、社會議題倡導、社會政策與立法遊說等。
社會工作常依照案主群的特徵區分工作領域，常見有兒童、青少年、老人、婦女、身心障礙者、勞工、原住民、新住民、更生人、人口販運保護工作等等；或是依照實施的場域，例如學校、醫院、監獄、司法、軍隊、立法訴求等等，在此時社會工作的主要任務是協助其它專業（例如教師、醫師、司法官） 等順利履行其工作義務。
以從事社會工作為其專業的人員稱為社會工作者（Social Worker） 。在中文裡，社會工作與社會工作者的簡稱相同，因此社工可以指社會工作，也可以指社會工作者。社会工作者是以從事社會工作為專業和职业的人員，习惯上简称社工。一般而言，社会工作者都需接受一定程度的社会工作专业教育，通过社会工作师專業资格考试或认证，然后才能在社会工作、社區發展和社会福利組織及領域任職。社會工作者是一種具有基礎理論、專業性、知識性的，是利用相關所學社會工作專業，結合政府社會政策法規及政府與民間現有資源，有效的幫助解決個人、團體、社區間出現種種問題。雖然社會工作者常常被誤會成志工（志願服務），兩者實際上完全不同。
通常各地都有官方或半官方機構管理社會工作者的註冊、職業操守、在職再教育訓練等，而業界通常都會自組公會，因此一個國家內可能會有不止一個業界公會。這些公會通常依照區域性區分，而國際性的社会工作者組織有：
- 国际社会工作者联合会
- 國際社會福利理事會（英语：International Council on Social Welfare）
- 国际社会工作学院联盟（英语：International Association of Schools of Social Work）

## 定义
作爲一個以實踐為本的專業及學術領域，社會工作推動社會改變和發展、社會凝聚、 和人民的充權及解放。社會公義、人權、集體責任和尊重差異等原則是社會工作的核 心。基於社會工作、社會科學、人文和本土知識的理論，社會工作以聯繫個人和組織 去面對人生的挑戰和促進人類的福祉。

——国际社会工作者联合会

## 历史

### 发展里程碑
1. 1601年《伊丽莎白济贫法》
2. 1788年 汉堡制
3. 1852年 爱尔伯福制
4. 1869年 慈善组织会社
5. 1884年 睦邻运动

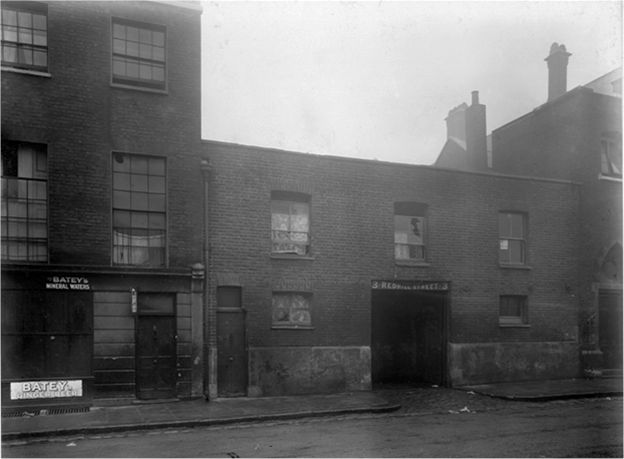
一个位于马里波恩的贫民窟

19世紀工業革命時代，大量人口離開農村，前往快速發展的都市，進入工廠工作。這些人脫離農村的主要動力是來自於貧困，在抵達城市後，許多人苦於低薪、住宅簡陋、過度擁擠、疾病和壓力，成為勞工階級的處境。鄉村的社區環境支持，到了大城市無法立即成形，當時也沒有國家的協助與救濟，若陷入疾病、失業、傷殘、年老，便只能依賴施捨、進入救濟院或死亡。在如此環境之下，社會的犯罪率高漲、環境骯髒惡劣，甚至可能造成社會的動盪不安，因此社會問題開始受到注意。一些慈善家、志願工作者與慈善團體開始對於貧窮問題付出行動，大型慈善團體逐漸被創立（如1869年在英国成立的慈善组织会社），他們的信念被延續下來，成為社會工作早期型態。而随着现代工业社会的发展，人们意识到只靠爱心来解决社会问题是不够的，而是需要受过系统训练的受薪工作者。纽约慈善学院于1898年开启社会工作高等教育。
20世紀初，社會工作逐漸走向專業化，為了社會工作實務的效率和成果，工作者必須接受一定的訓練。專業化的服務者從慈善志工轉化為有受訓練並支薪的工作者。1917年，瑪莉·里奇蒙（Mary Richmond）於她的著作《社會診斷》中，首次清楚的定義社會工作。過去社會工作主要關注的是｢個人｣，直到心理學發展成熟，才將關注重點轉移到｢問題與過程｣。1920到1950年代，美國的社會工作者立基於佛洛伊德的精神分析理論，掀起｢精神分析潮流｣，焦點從｢問題｣轉移到案主的｢心理｣層面。但從心理層面入手時，社會工作者大量使用不同類型的心理介入理論，在當時與心理治療師的工作有抵觸，因此社會工作者與心理學家的工作範疇亦開始分家，並且確立社會工作的專業範疇。

### 中国大陆
最早将社会工作的方法和模式引入的是美国人步济时（John S．Burgess），他于1912年创办了北京社会实进会，组织学生参与基督教的社会服务工作。1922年，步济时倡议并亲自领导成立燕京大学社会学系，开设应用社会学专业即社会工作专业，培养了最早的社会工作者。此后，多所高校也相继开办了社会工作专业教育或课程。民国时期，对于“Social Work”的译名并不统一，有称为“社会事业”、“社会服务”、“社会福利”、“公共福利”、“社会行政”等。直到1944年，《社会工作通讯月刊》出版以后， “社会工作”的专业名称才逐渐固定下来。20世纪30年代中国社会工作的重心是城市中的流离失所者和孤儿。1952年，由于对资产阶级社会学和社会工作的批判，社会学和社会工作作为学科被取消，专业教育和实践中断。1988年，社会学和社会工作逐步恢复和重建。一些高校重新设立了社会工作专业，并成立了相关的研究机构和协会。专业教育和实践得到了迅速发展。。2004年公布《社会工作者国家职业标准》。2006年公布《社会工作者职业水平评价暂行规定》和《助理社会工作师、社会工作师职业水平考试实施办法》。2012年11月，民政部、财政部联合印发《关于政府购买社会工作服务的指导意见》。2014年2月，国务院出台《社会救助暂行办法》，社会工作第一次被写入法律法规中。截至2022年12月底，全国已建成乡镇（街道）社工站2.9万余个，6万余名社会工作者驻站开展服务，全国乡镇（街道）社工站覆盖率达到77.7%。在实践中，创造了“政社合作”“三社联动”等本土化的工作模式。在语言习惯上，在本职工作外从事公益性服务的人员，以及政府部门里直接服务民众的人员经常自称或被称作“社工”，而这与作为专门职业的“社会工作者”有差异。

## 理论模型和实践
社会工作是一门跨学科的专业，它涉及多个领域，如（但不限于）心理学、社会学、政治学、犯罪学、经济学、生态学、教育、健康、法律、哲学、人类学和咨询。实地工作是社会工作教育的一个独特特征。这使得实习生能够理解工作领域内的理论和模型。下面是一些社会工作实践中使用的模型和理论的例子：
- 生态系统理论
- 优势视角
- 赋权
- 社会构建主义
- 女性主义
- 人本視角
- 动机式晤談法
- 认知行为疗法
- 焦點解決治療
- 任务中心模式
- 危机干预
- 依附理论
- 精神分析
- 敘事實踐
- 心理动力学
- 社会教育学
- 個人中心治療
- 批判理論
- 公平理论
- 精神分析学
- 心理动力学
- 存在主义
- 人文主义
- 反身性
- 社会交换论
- 福利经济学
- 反压迫实务
- 優勢為本介入模式
- 系統思維
- 正向心理学

## 价值观和專業倫理

### 专业伦理
- 案主自決
- 助人自助：幫助案主能自力更生
- 充權為本
- 維持社會公義
- 案主保密
- 實証為本的介入

### 個案工作七大原則
貝斯提克神父（Rev. Felix P. Biestek S.J.，或译比斯台克）是一位耶穌會士，在他的著作《個案工作關係》（The Casework Relationship）中提到了「個案工作關係」的定義是「有目的地協助案主達到個人與環境較佳的調適的一種個案工作者與案主之間，在態度與情緒上的動態互動」。而對這互動，他也提出了七大原則：
1. 個別化（Individualization）
2. 有目的的情感表白（Purposeful expression of feeling）
3. 有控制的情緒涉入（Controlled emotional involvement）
4. 接納（Acceptance）
5. 非批判的態度（Nonjudgmental attitude）
6. 案主自決（Client self-determination）
7. 守密（Confidentiality）

此七個工作原則成為往後社會工作者進行個案工作建立專業關係的準則，這工作原則不等同於社會工作者之專業守則或專業關係的準則。

## 主要的服务方法

### 社會工作直接服務
社會工作可分為三個服務層次，包括微觀、中觀和宏觀。微觀實踐(例如個案工作、小組工作）針對的目標對象乃個人或家庭等。宏觀實踐的目標對象則包括整個社會(法律制度、政策等）。除了有微觀實踐和宏觀實踐之外，兩者之間亦有中觀實踐。中觀實踐的目標對象不是個人，也不是整個社會，而是團體和組織。

#### 個案工作
在服務過程裡，社工員與案主間維持一對一關係。工作者運用專業知識、技巧及完整自我、良好情緒調適能力協助案主；案主則帶著問題或需求、情境知覺、生活經驗、處理情境的能力，以及改變的動機。當雙方互動，助人關係即形成。
社會個案工作是以個人為著眼點，透過個人與其所處之社會環境作有效的調適，以促使個人成長、發展或解決問題的一連串工作過程。

#### 團體工作
是一种为了某种目标而有相互协作的个体组成的工作群体。
其特征為：
1. 成员和工作者组成的关系体系；
2. 既是过程，也是成员改变的方法和手段。
3. 有明确的目标；
4. 在互动过程中，通过彼此分享、支持、教育、治疗等團體动力，带来组员的态度和成为的改变。

團體发展的基本假设：
1. 小组是个体改变的有效途径；
2. 小组本身不是目的，其目的在于发挥小组潜能，以改变个体，而非仅是形成一个小型社会体系；
3. 小组催化员可控制和影响小组的发展；
4. 小组发展没有所谓最佳模式。

團體发展的阶段：形成期——风暴期——规范期——运作期——散会期

### 社會工作間接服務
- 社會工作行政
- 社會工作管理
- 社會工作倫理
- 社會政策與社會立法
- 社會工作研究法
- 社會福利服務（含婦女、兒童、老人、身障、司法、醫務、原住民及多元文化）

## 资格和许可
社会工作者的教育从学士学位（BA，BSc，BSSW，BSW等）或社会工作或社会服务学士的文凭开始。一些国家提供社会工作的研究生学位，例如硕士学位（MSW，MSSW，MSS，MSSA，MA，MSc，MRes，MPhil.）或博士研究（Ph.D.和DSW（社会工作博士））。
一些国家和地区要求注册或许可才能从事社会工作，并有强制性的资格要求。在其他地方，专业协会设定了从业资格的学术要求。但是，某些类型的工作者不需要注册许可。这些专业人员的成功基于提供社会工作和相关服务的雇主的认可。这些雇主不要求注册社会工作者的头衔作为提供社会工作和相关服务的必要条件。

## 专业协会
社会工作者有多个专业协会，为其成员和社会工作提供道德指导和其他形式的支持。这些协会可以是国际性的、大陆性的、半大陆性的、国家性的或地区性的。主要的国际协会是国际社会工作者联合会（IFSW）和国际社会工作学校协会（IASSW）。

## 各地社工簡介

### 美國
全國社會工作者協會是美國乃至全球最大的社會工作者組織，擁有註冊會員超過150,000名。其制定了其職業內知名的倫理道德操守，有英語和西班牙語兩種版本。
一般而言，學生需要完成社會工作教育委員會認可的課程，才可能獲得所屬地方的社工執照。部份地方要求申請社工執照的人士通過統一考試，作為審查標準。

### 加拿大
社會工作者註冊屬各省與地區的工作，但育空地區與努納福特地區目前並未立法強制當地社會工作者註冊：
- 卑詩省：卑詩省社會工作者學院 （页面存档备份，存于）
- 阿伯達省：阿伯達省社會工作者學院 （页面存档备份，存于）
- 薩斯喀徹溫省：薩斯喀徹溫省社會工作者協會 （页面存档备份，存于）
- 明尼托巴省：明尼托巴省社會工作者學院 （页面存档备份，存于）
- 安大略省：安大略省社會工作者及社會服務工作者學院 （页面存档备份，存于）
- 魁北克省：魁北克省社會工作者和婚姻與家庭治療師局 （页面存档备份，存于）
- 新不倫瑞克省：新不倫瑞克省社會工作者協會 （页面存档备份，存于）
- 新斯科舍省：新斯科舍省社會工作者學院 （页面存档备份，存于）
- 紐芬蘭與拉布拉多省：紐芬蘭與拉布拉多省社會工作者學院 （页面存档备份，存于）
- 愛德華王子島省：愛德華王子島省社會工作者註冊局 （页面存档备份，存于）
- 西北地區：西北地區政府健康與社會服務部專業註冊處 （页面存档备份，存于）

### 英國
不同地區各自有專責社會工作者註冊機構：
- 英格蘭：英格蘭社工局 （页面存档备份，存于）
- 威爾斯：威爾斯社會關懷委員會 （页面存档备份，存于）
- 北愛爾蘭：北愛爾蘭社會關懷委員會 （页面存档备份，存于）
- 蘇格蘭：蘇格蘭社會服務委員會 （页面存档备份，存于）

### 愛爾蘭
社會工作者的註冊由CORU （页面存档备份，存于）負責。

### 南非
社會工作者的註冊由南非社會服務專業委員會 （页面存档备份，存于）負責。

### 澳大利亚

#### 全國
截至2023年，澳大利亚沒有全國性法律強制社會工作者註冊。雖然如此，畢業生一般需要完成澳大利亚社會工作者協會認可的社工學位課程，才可應徵各地的社工職位。

#### 南澳
南澳正在根據《2021年社工註冊法》(Social Worker Registration Act 2021)推動全國首個強制性的社工註冊計劃，宣告2025年7月1日為該計劃的起始日，要求南澳的社工在上述日期起計六個月內向南澳社會工作者註冊局(Social Worker Registration Board South Australia)註冊。

### 菲律賓
一般而言，有關人士必須擁有認可學歷、通過社會工作者執照考試 及滿足其他條件，才有可能獲當局簽發社工執照。

### 中國內地
中國內地自2008年起举行社會工作者職業水平考試（包括助理社工師、社工師和高級社工師）。截至2022年，持证社会工作者达73.7万人，比2012年增长近9倍，

### 台灣
2000年颁布的《專門職業及技術人員高等考試社會工作師考試規則》规定社会工作师考试每年举行一次，应考者需领有承认的社会工作专业专科以上学历证书，或领有其他相关专业专业以上学历且持有至少完成包括社會工作（福利）實習或實地工作。2013年起，更要修畢五領域（醫療、心理、老人、ICF、兒童少年女性與家庭）15學科，每學科採計最多三學分，合共45學分（包括社會工作(福利)實習或實地工作合計400小時），並領有畢業證書與相關修業證明（實習合格證明），才具備應試資格，若無意參加社會工作師考試，而只想成為社會工作者，除修畢基礎理論45學分外，必須也要有實地之社會工作/社會福利實習合格證明，才會被聘用。另外也可以參加考選部各類職等社會行政公職人員考試（三等社會行政專業科目加考行政法），錄取及訓練後，將分發到老人之家、教養院、榮民服務處、勞動部及職訓局就業服務中心、社會局、等單位，從事社會福利、社會政策等工作。社會工作師領有有社會工作師執照五年以上者，並完成（醫療、心理、老人、ICF、兒童少年女性與家庭）等分科訓練課程合格者，亦可參加衛生福利部專科社會工作師各分科甄選，成為專科社會工作師。

### 韓國
韓國的社會工作者稱為社會福祉士，共分為二級。設有全國性考試。而且考生必須先獲得二級證書，才能報考一級。按照專業領域，可分為醫療社會福祉士，精神健康社會福祉士和學校社會福祉士。

### 日本
日本的社會工作者分為兩類，一類稱為社會福祉士（Certified Social Worker），另一類稱為精神保健福祉士（Mental Health Social Worker）。兩類資格均要在養成設施修習指定科目，然後獲得國家考試資格，通過後獲得證書，方可執業。另外，自2024年4月起，由厚生勞動省推動、稱為兒童家庭社工（日語：こども家庭ソーシャルワーカー）的公的資格推出，以針對日益增長的兒童福利個案。政府會在該資格推出後兩年，進行國家資格化檢討。

### 香港
香港法定機構社會工作者註冊局負責有關社會工作者註冊事宜。根據該局資料，下列人士具有社工註冊資格：
- 具有認可社會工作學位者
- 具有認可社會工作文憑者
- 沒有認可社工學歷，但自1982年3月31日起或之前已從事社會工作10年者
- 沒有認可社工學歷，但現正擔任社工職位者。
- 尚待獲取認可社工學歷，現正擔任社工職位者。

而業界有數個公會，例如：
- 香港社會服務聯會
- 香港社會工作論壇
- 香港社會工作者總工會
- 香港社會工作人員協會 （國際社會工作人員協會會員）

如按服務分類，有下列主要類別：
- 學校社工：於中、小學提供輔導。
- 醫務社工：於醫院提供服務。
- 家庭服務社工：於社區的家庭服務中心提供輔導服務。
- 外展社工：主動接觸社區的邊緣青少年及露宿者，並提供輔導及支援。

### 澳門
澳門政府轄下社會工作局（原澳葡政府社會工作司）負責社會工作者註冊事宜。根據第5/2019號法律《社會工作者專業資格制度》，澳門居民必須向當局註冊，才能在澳門使用「社工」稱號。
- 業界公會：
  - 澳門社會工作人員協進會
  - 澳門社會工作者工會 （页面存档备份，存于）

### 巴西
巴西的社會工作者稱為社會工作助理。一般而言，申請人必須具備認可的學歷（如社工學士或碩士學位等），方可向所屬地區的社會服務委員會申請註冊。該等委員會受聯邦社會服務委員會監督。

### 西班牙
一般而言，現在需要擁有按照歐洲高等教育標準設計的四年制社工學士學位（舊制僅需三年制文憑學歷），並向所屬地區的公會註冊。中央層次設有社會工作委員會，負責監督36個地區公會之運作。外國人需要通過學歷評估，方得註冊。

### 紐西蘭
自2021年2月27日起，所有計劃在紐西蘭從事社會工作的人士，必須向紐西蘭的社會工作者註冊局（Social Workers Registration Board）註冊。該等人士必須持有紐西蘭、澳大利亚或海外當局認可的社工學歷，或是憑社工實務經驗，以進行註冊。

### 新加坡
自2009年起，新加坡社會工作者協會推出社工資格認證系統。申請人必須滿足學歷、實習和經驗的要求，方可正式成為註冊社工。

### 馬來西亞
自2010年起，聯邦政府一直著手草擬《社工專業法案》(Social Work Profession Bill)。

### 馬爾他
要成為馬爾他社工，必須是一名馬爾他公民或持有就業許可的外國人，且有良好品行，並擁有由馬爾他大學頒授的社工榮譽學士學位或同等學歷，兼具二年在社工督導下的工作經驗，方具備向社工專業管理局申領執照的條件。

### 千里達和多巴哥
一般而言，要成為社工，應擁有社工學士學位，當中包括336小時醫務社工或精神科社工實習，並向千里達和多巴哥醫務社工或精神科社工管理局註冊。

### 法國
法國的社會工作者稱為社會工作助理。一般來說，完成高中文憑後，通過測試及面試，就讀於指定培訓中心，為期3年，包括1740小時理論課程及1820小時實習課程，最後獲得國家文憑，方具備註冊條件。

### 德國
各邦規定略有不同。一般而言，需要完成認可的本科或碩士學位（舊制為高中起點的應用科學大學文憑，德語稱為Diplom FH，相當於英美體系的碩士學位）。具體認可學校及課程名單在此 （页面存档备份，存于）。

### 意大利
自1990年代起，社工便受法律規管。持有社工文憑的人士，必須通過於大學舉行的國家考試，才可註冊成為社工。

### 冰島
社工受法律規管。對社工的學歷要求包括完成一個大學學歷（2至5年不等），並且向衛生局註冊。

### 以色列
隸屬以色列政府社會事務和社會服務部的社工註冊處是負責當地社工註冊的機構。整個註冊程序可以在線完成。

## 參见
- 復康巴士
- 社区总体营造
- 發展研究
- 人力资源管理
- 最低生活保障權
- 社會研究
- 社会福利

## 註解
1. ↑  . www.ifsw.org.   [2023-10-12]. （原始内容存档于2018-06-23）.
2. ↑  社會救助及社工司. . 社會救助及社工司. 2015-04-07  [2023-06-19]. （原始内容存档于2023-06-19）.
3. ↑  国际社会工作者联合会.  (PDF).   [2023-10-20]. （原始内容存档 (PDF)于2024-01-18）.
4. 1 2  王, 思斌. . 北京大学出版社. 2011. ISBN 9787301165256.
5. ↑  . www.zgbk.com.   [2023-11-05]. （原始内容存档于2023-11-05）.
6. ↑  . family.swchina.org.   [2023-10-12]. （原始内容存档于2023-12-05）.
7. ↑  徐志健; Zhijian, X. U. . www.xml-data.org. 2017-03-25  [2023-11-05]. （原始内容存档于2024-01-19） （中文（中国大陆））.
8. ↑  . theory.swchina.org.   [2023-10-12]. （原始内容存档于2023-10-12）.
9. ↑  . www.gov.cn.   [2023-10-12]. （原始内容存档于2023-10-12）.
10. ↑  . laws.swchina.org.   [2023-11-05]. （原始内容存档于2023-11-05）.
11. ↑  . www.mohrss.gov.cn.   [2023-11-05]. （原始内容存档于2023-11-05）.
12. 1 2 3  . news.swchina.org.   [2023-11-21]. （原始内容存档于2023-11-21）.
13. ↑  . news.swchina.org.   [2023-11-19]. （原始内容存档于2023-11-19）.
14. ↑  . www.socialworkers.org.   [2023-10-31]. （原始内容存档于2019-08-18）.
15. ↑  Kwan, C.K.2. . International Social Work. 2022.
16. ↑  . 南澳政府.   [2024-01-06]. （原始内容存档于2024-01-19） （澳大利亚英语）.
17. ↑  . 內蒙古人事考試網.
18. ↑  . news.swchina.org.   [2023-11-18]. （原始内容存档于2023-11-18）.
19. ↑  .   [2019-09-21]. （原始内容存档于2021-02-27）.
20. ↑  根據日本法律《社會福祉士及介護福祉士法》，該稱號受法律保護，非社會福祉士者，不能使用該稱號。
21. ↑  根據日本法律《精神保健福祉士法》，該稱號受法律保護，非精神保健福祉士者，不能使用該稱號。
22. ↑  . 社會工作者註冊局.   [2022-03-27]. （原始内容存档于2021-08-06）.
23. ↑  . 2019-04-01  [2022-03-27]. （原始内容存档于2021-12-25）.

### 書籍
1. 林萬億，當代社會工作—理論與方法，五南圖書出版股份有限公司，2002，ISBN 957-11-2795-7。
2. 何雪松，社会工作理论，上海世纪出版股份有限公司高等教育图书 出品，2007，ISBN 978-7-208-06852-0。
3. David Howe著，林萬億、陳香君等譯，社會工作理論導論，五南圖書出版股份有限公司，2011，ISBN 978-957-11-6311-6。
4. 社會個案工作的定義與發展  （页面存档备份，存于）

### 論文
1. XU, Ying (2013). Moral Resources, Political Capital and the Development of Social work in China: A Case Study of City J in Shandong Province, British Journal of Social Work, 43 (8): 1589-1610.

### 網站
- 香港社會工作者總工會 （页面存档备份，存于）
- 邊青服務資源網 （页面存档备份，存于）
- 台灣社會工作專業人員協會 （页面存档备份，存于）
- 香港社會工作者註冊局 （页面存档备份，存于）
- 美國社會工作協會 （页面存档备份，存于）
- 中国社会工作联合会 （页面存档备份，存于）